# Абагаське залізорудне родовище
Абага́ське залізору́дне родо́вище (рос. Абага́сское месторожде́ние [железору́дное]) — рудне родовище за 186 км на захід від міста Абакан, Республіка Хакасія, Росія. Адміністративний та промисловий центр розробки — смт Вершина Теї. Видобуток ведеться Тейським філіалом ВАТ «Євразруда».
Родовище розташоване в зоні стику Мінусінської улоговини та Кузнецького Алатау.
Відкрите в 1933 році, розробляється з 1983 року.
Руди в родовищі в основному магнетитові, високоглиноземисті, магнезіальні. Головний рудний матеріал — магнетит; другорядні — мушкетовіт, гематит, пірит.
В родовищі виділюяться 2 зони:
- південна — довжина понад 2,6 км
- північна — довжина 2,3 км.

Балансові запаси залізної руди складають понад 73 млн т. Родовище розробляється відкритим способом спільно з Тейським залізорудним родовищем. Середній сумарний річний видобуток становить 4,4 млн т руди з вмістом Fe 28,4 %.